# یانباکتی
یانباکتی (انگلیسی: Yanbakty) یک شهرک در شهرستان بلاگووارسکی باشقیرستان کشور روسیه است.